# Escuela del Bidasoa
Die Escuela del Bidasoa, die navarrarensisch-baskische Bidasoa-Landschaftsmalereischule, hat sich zwischen 1895 und 1919 zunächst an der Flussmündung des Bidasoa formiert. Die primäre Inspirationsquelle der Künstler und Maler ist mit der Flusslandschaft des Bidasoa im nordwestlichen Spanien gegeben. Dieser Fluss ist auf seinen letzten Kilometern auch Grenzfluss zu Frankreich. Die beteiligten Künstler sind alle der Freiluftmalerei verpflichtet. Künstlerische Kontinuität bis zum Ende des 20. Jahrhunderts verlieh dieser Malereischule vor allen Dingen der Maler Gaspar Montes Iturrioz (1901–1998). Diese Malereishule war im Wesentlichen dem Kunststil des Impressionismus verpflichtet.

## Die Entfaltung der Schule
Die im Mündungsgebiet des Bidasoa um Irun entstandene Malereischule weitete sich auf Nebenflüsse und auf den oberen Flusslauf in Navarra aus. Wichtige Maler bei dieser Ausweitung waren Darío de Regoyos in Irun, Daniel Vázquez Díaz in Fuenterrabía und Ricardo Baroja in Vera de Bidasoa. In Irun herrschte ein kulturell hervorragendes Umfeld für diese Malerschule. Einerseits wurde die Schule dort die zahlreich dort vorhandenen kulturellen Einrichtungen und andererseits durch den künstlerischen und liberalen Einfluss des benachbarten Frankreich gefördert. Der Einfluss der Schule weitete sich bis in das Gebiet des Oberlaufes in Navarra aus. Deswegen spricht man heute oft differenziert von zwei zusammengehörigen Teilschulen: Der Schule von Bidasoa am Unterlauf um die Städte Irun und Fuenterrabía und der Schule von Baztan nach dem Ort Baztan (baskisch, spanisch auch unter dem Namen Elizondo bekannt) um die Ortschaften Bera und Baztan selbst am Oberlauf des Flusses. Beide Teilschulen weisen eine spezifische Ästhetik auf.

## Einordnung
Alle spanischen Landschaftsmalereischulen waren von der präimpressionistischen Schule von Barbizon inspiriert. Maler ließen sich von schönen Naturlandschaften inspirieren und formierten sich um charismatische Künstlerpersönlichkeiten in Malereischulen. Der Wechsel von der romantischen zur modernen Ästhetik erfolgte in Spanien im Wesentlichen im Genre der Landschaftsmalerei. Diese künstlerische Entwicklung erfolgte auf der iberischen Halbinsel mit der Ausnahme der Landschaftsmalereischule von Madrid (1826–1898) um den Maler Carlos de Haes in peripheren Gebieten. Zu diesen künstlerisch hoch produktiven, in Spanien peripher verorteten Landschaftmalereischulen gehört neben der Schule von Olot auch die hier beschriebene Escuela del Bidasoa sowie die Künstlerkolonie in Muros de Nalón in Asturien und die Schule von Alcala de Guadaira in Andalusien.

## Künstlergenerationen der Escuela del Bidasoa
Neben dem aufgrund seiner langen Lebens- und Schaffenszeit die Generationen übergreifenden und integrierenden Gaspar Montes Iturrioz lassen sich die zahlreichen Vertreter dieser Malereischule in folgend genannte Künstlergenerationen gliedern. Einen gut dargestellten tabellarischen Überblick über diese Künstlergenerationen bietet die unten angebotene externe Seite des Centro Artístico del BIDASOko. Die Gründergeneration (Geboren zwischen 1850 und 1900) um Darío de Regoyos, Daniel Vázquez Díaz und Ricardo Baroja wurde bereits genannt.

### Die zweite Generation
Die liberale Haltung der baskischen Gesellschaft entfaltete sich in den Werken einer zweiten Malergeneration (Geboren zwischen 1900 und 1925) von Bidasoa. Zu dieser zweiten Generation gehörten:
- Bernardino Bienabe Artía (Irún, 1899 – Etxalar, 1987),
- Gaspar Montes Iturrioz (Irún, 1901–1998),
- Ignacio Echandi (San Sebastián, 1912–1953),
- Julio Caro Baroja (Madrid, 1914 – Vera, 1995),
- Juan Larramendi Arburua (Vera, 1917–2005)
- Menchu Gal (Irún, 1919 – San Sebastián, 2008).

### Die dritte Generation
Nach dem Spanischen Bürgerkrieg trug eine dritte Generation (Geboren zwischen 1925 und 1950) diese Kunstbewegung weiter. Zu ihr gehörten:
- Enrique Albizu Perurena (Valencia, 1926)
- Elías Garralda Alzugaray (Lesaca, 1926 – Olot, 2012)
- José Gracenea Aguirregomezcorta (Irún, 1927)
- José María Apezetxea (Erratzu, 1927)
- Ana María Marín (Elizondo, 1933)
- Froilán Celada Manzanedo (Irún, 1942)
- José Mensuro (Madrid, 1935)
- Amaya Hernandorena Albea (1936)
- Juan Mari Navascués (San Sebastián)
- Jesús Montes Iribarren (Irún, 1940)
- Ana María Urmeneta (Elizondo, 1944)
- José Luis Noain (Madrid, 1944)
- Javier Sagarzazu Garaicoechea (Fuenterrabía, 1946)
- Juan Carlos Olaetxea (Vera, 1946).

### Die vierte Generation
Zur vierten Generation (Geboren zwischen 1950 und 1975) von Bidasoa in der zweiten Hälfte des 20. Jahrhunderts gehören / gehörten:
- Tomás Sobrino Habans (Elizondo, 1953)
- Xabier Soubelet (Lapurdi, 1953)
- Iñigo Arzac Vesga (Hondarribia, 1954)
- Kepa Arizmendi (Elizondo, 1957 – Baiona, 2009)
- Fernando Gorostidi (Elizondo, 1958)
- Leopoldo Ferrán Muñoz (Irún, 1963).